# Anneliese Abarth
Anneliese Abarth (* 1939) ist eine österreichische Produzentin von Dokumentarfilmen über den internationalen Automobilrennsport, Dolmetscherin, Botschafterin der Mille Miglia sowie Gründerin und Präsidentin der Carlo Abarth Foundation.

## Leben
Abarth wuchs zusammen mit fünf Geschwistern in Vöcklabruck in Oberösterreich auf. Finanziell stand sie früh auf eigenen Beinen. Abarth war zunächst als Model tätig. Nach ihrer Scheidung von ihrem ersten Mann, mit dem sie in Tansania lebte, kehrte sie in ihre Heimat nach Österreich zurück.
Den italienischen Motorradrennfahrer und Unternehmer Carlo Abarth lernte sie 1964 im Hotel Sacher in Wien kennen. Daraufhin trennte sich Carlo Abarth von seiner zweiten Ehefrau. Anneliese Abarth teilte mit ihrem späteren Ehemann das Hobby, Rallys zu fahren. Sie heiratete Abarth schließlich im September 1979, wurde dessen dritte Ehefrau und lebte mit ihm bis zu dessen Tod Ende Oktober desselben Jahres. Nach dem Tod ihres Ehemannes lebte sie in Monte Carlo, wo sie Sportfilme drehte und sich dem Eventmanagement widmete. Abarth produzierte Dokumentarberichte über die internationale Motorsportszene. Zusammen mit dem ehemaligen italienischen Rennfahrer und Motorsport-Manager Daniele Audetto gründete sie in den 1980er Jahren die auf Rennsportfilme spezialisierte Filmfirma FilmGo in Mailand. Dieser gelang u. a. eine Kooperation mit der Formel 1 sowie dem America’s Cup. Für den deutschsprachigen Fernsehmarkt produzierte sie im Auftrag von Telepool und dem Bayerischen Rundfunk die mehrteilige Dokuserie Portrait of a Champion, für die u. a. die damaligen Rallyechampions Sandro Munari, Walter Röhrl, Björn Waldegård, Hannu Mikkola, Shekhar Mehta und Michèle Mouton vor ihrer Kamera standen.
Nachdem ein Disput zwischen Jean-Marie Balestre, Präsident des damaligen Motorsport-Weltverbandes FISA, und Michel Boeri, Vorsitzender des Automobile Club de Monaco, dazu führte, dass der Große Preis von Monaco im Rahmen der damals anstehenden Formel-1-Saison lediglich als Rennen ohne Weltmeisterschafts-Prädikat durchgeführt zu werden drohte, konnte Anneliese Abarth u. a. Stig Blomqvist, Michèle Mouton, Hannu Mikkola, Ari Vatanen sowie Walter Röhrl für ihre „Initiative zur Erhaltung der Monte“ gewinnen. Der Große Preis von Monaco 1985 fand letztlich im Rahmen der Formel-1-Saison 1985 als reguläres Rennen statt.
Später lebte Anneliese Abarth in Florida. Zusammen mit dem italienischen Sportbootpiloten Tullio Abbate organisierte sie im Rahmen der Concorso d’Eleganza Villa d’Este am Comer See ein Rennen, an dem Formel-1-Piloten wie Gilles Villeneuve und Alain Prost teilnahmen.
Um den Mythos ihres Ehemannes zu erhalten, gründete sie die Carlo-Abarth-Foundation, der sie als Präsidentin vorsitzt. Im Namen der Foundation organisiert Abarth regelmäßig Oldtimer-Veranstaltungen. Zudem schrieb sie 2009 aus der Sicht einer Rennfahrerfrau ein biographisches Werk aus dem privaten Leben von Carlo Abarth und gab darin mit über 140 Bildern aus dem Privatarchiv Einsichten in sein Leben.
Anneliese Abarth war 2012 als Botschafterin der Mille Miglia tätig. Heute lebt sie in Kitzbühel.

## Auszeichnungen
Anneliese Abarth wurde bei diversen Rennveranstaltungen mit Auszeichnungen für ihr langjähriges Engagement im Oldtimerbereich sowie im Automobil- und Rennsport geehrt. Herauszuheben ist dabei der Daniel-Weber-Memorial-Award, den sie 1993 im kalifornischen Monterey beim Pebble Beach Concours d’Elegance, ebenso wie der italienische Karosserie-Designer Sergio Pininfarina, erhielt. Dabei war Abarth die erste Frau, die mit dieser Auszeichnung geehrt wurde.

## Schriften
- Carlo Abarth. Mein Leben mit dem genialen Autokonstrukteur. Herbig, Wien 2009, ISBN 978-3-7766-2631-5.